# Kvarteret Cybele

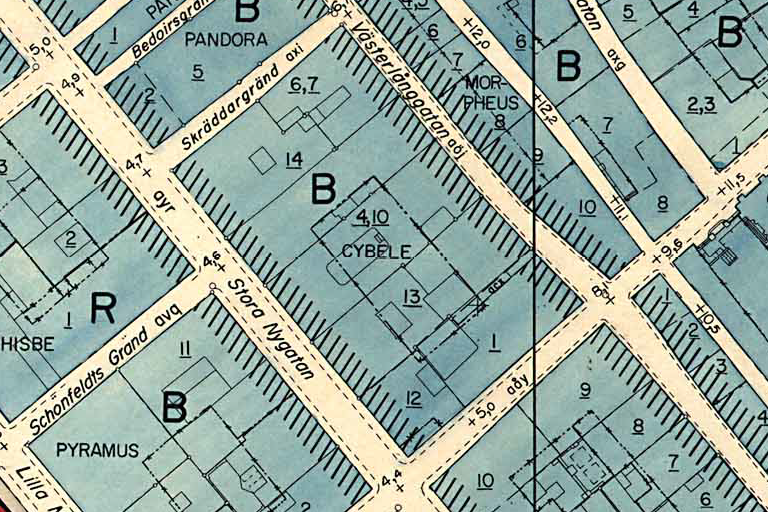
Kvarteret Cybele, 1978.

Kvarteret Cybele är ett kvarter i Gamla stan, Stockholm. Kvarteret omges av Skräddargränd i norr, Västerlånggatan i öster, Tyska brinken i söder och Stora Nygatan i väster. Kvarteret består idag av sex fastigheter: Cybele 1, 4, 6, 12, 13, 14. På Alfred Rudolf Lundgrens Stockholmskarta från 1885 är kvarteret uppdelat i tolv fastigheter. I flera av fastigheterna hade det välrenommerade modehuset Aug. Magnusson AB sin verksamhet under mer än 100 år.

## Namnet
Nästan samtliga kvartersnamn i Gamla stan tillkom under 1600-talets senare del och är uppkallade efter begrepp (främst gudar) ur den grekiska och romerska mytologin. Cybele eller Kybele är det grekiska namnet på den anatoliska modergudinnan och i Rom dyrkad som ”Magna mater”.

## Kvarteret

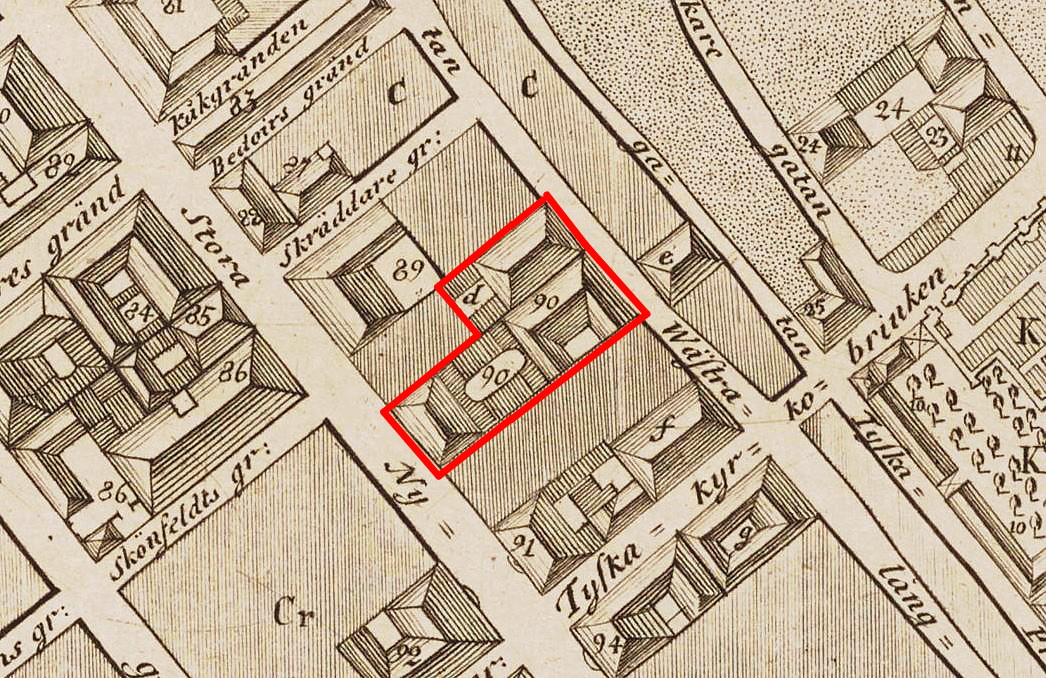
Cybele enligt Jonas Brolin (med von Langenbergs hus och vinkällare), 1771.

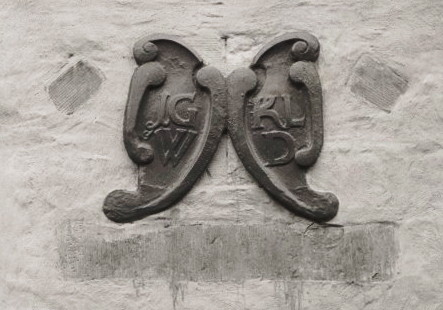
Minnessten på husgaveln Cybele 12. "JGW" och "KLD" står för Johan Gerhardi Westerman och Karin Larsdotter.

Cybele 1 (Västerlånggatan 50 / Tyska brinken 28) bildades efter den Stora branden 1625 och den därpå följande regleringen, då en del gränder stängdes igen. En av dem hette Mäster Hans gränd som omtalas 1587. I den nordöstra delen återfinns rester av ett eller möjligen två medeltida hus, och källare med valv från 1600-talet samt rester av en mur från 1300-talet. Västra delen uppfördes 1807 på äldre källardelar. Det rundbågade skyltfönstren tillkom 1889 och förstorades 1913.
Cybele 14 och 4 (Västerlånggatan 42-44 / Stora Nygatan 31), här hade hovkällarmästaren Elias von Langenberg d.ä. (1720-1790) ett hus och sin vinkällare Förgyllda Vinfatet. Han blev känd även för herrgården Riddersvik som han lät bygga 1762. På Jonas Brolins karta från 1771 är Langenbergs hus och källare markerat som litt. 90 (huset) och litt. d (Förgyllda Vinfatet). Langenbergs hus mot Stora Nygatan 31 med den ovala innergården är fortfarande bevarat. 
Cybele 6 (Västerlånggatan 40) var platsen för Carolina Lindströms modeaffär, etablerat 1842 som C M Lindströms hattaffär. År 1892 överlät hon verksamheten på sitt äldsta biträde. Affären var ännu år 1995 den äldsta modebutiken i Stockholm men är numera nedlagd. I hörnbutiken mot Skräddargränd ligger sedan 1911 Åströms kappaffär. Åströms är en av de få i sin bransch som fortfarande finns kvar vid Västerlånggatan. På 1900-talets mitt gick Västerlånggatan under benämningen "kappgatan" eftersom i stort sett samtliga av Stockholms kappaffärer låg här.
Cybele 12 (Stora Nygatan 35) uppfördes mellan åren 1636 och 1651 för borgmästaren Johan Gerhardi Westerman (adlad Liljencrantz, 1604-1653) och hans hustru Karin Larsdotter. I hans festsal två trappor upp finns fortfarande ett rikt dekorerat bjälktak. På husgaveln mot Tyska brinken finns en minnessten som bär parets initialer: JGW och KLD. Huset byggdes om år 1751 av murmästaren Gottfrid Franck för hovsadelmakaren Tobias Seidel. Då slogs byggnaden ihop med grannfastigheten. År 1946 utfördes en genomgripande ombyggnad som helt omgestaltade bottenvåningen och dess fasad. Då hade Rydholms skrädderi sina lokaler här. 1970 stod Kooperativa Förbundet för ännu en ombyggnad med Peter Celsing som arkitekt och tidigare fasadutseendet återställdes delvis.I bottenvåningen Stora Nygatan 33 har numera Gudrun Sjödén sin modebutik.
Cybele 13 (Västerlånggatan 46 och Stora Nygatan 31) är en sammanslagning av tre äldre fastigheter och byggdes 1740 för fiskalen J.H. Helleday, varför byggnaden även kallas det Helledayska huset. Det räknas till ett av de få bevarade borgerliga hus i rokoko. År 1824 anlände Leksandssonen Johan Daniel Grönstedt till Stockholm fast besluten om att göra sig ett namn i den stora staden. Efter tolv år på olika restauranger och etablissemang bestämde sig den då 28-årige Johan Daniel att ta över källare i Gamla Stan som fungerade som såväl krog som vinhandel. 1887 genomfördes en ombyggnad på bottenvåningen och butiksfasad då nuvarande gjutjärnskolonner uppsattes. 
Cybele 14 (Stora Nygatan 27) var i mitten av 1600-talet trädgård. Nuvarande huset byggdes 1771. Här låg Apoteket Kronan mellan 1891 och 1924. Apotekets emblem, två lejon som flankerade Karl XII krönta spegelmonogram, var uppsatt på hörnet innanför Skräddargränd.

## Nutida bilder

Kvarteret mot Västerlånggatan
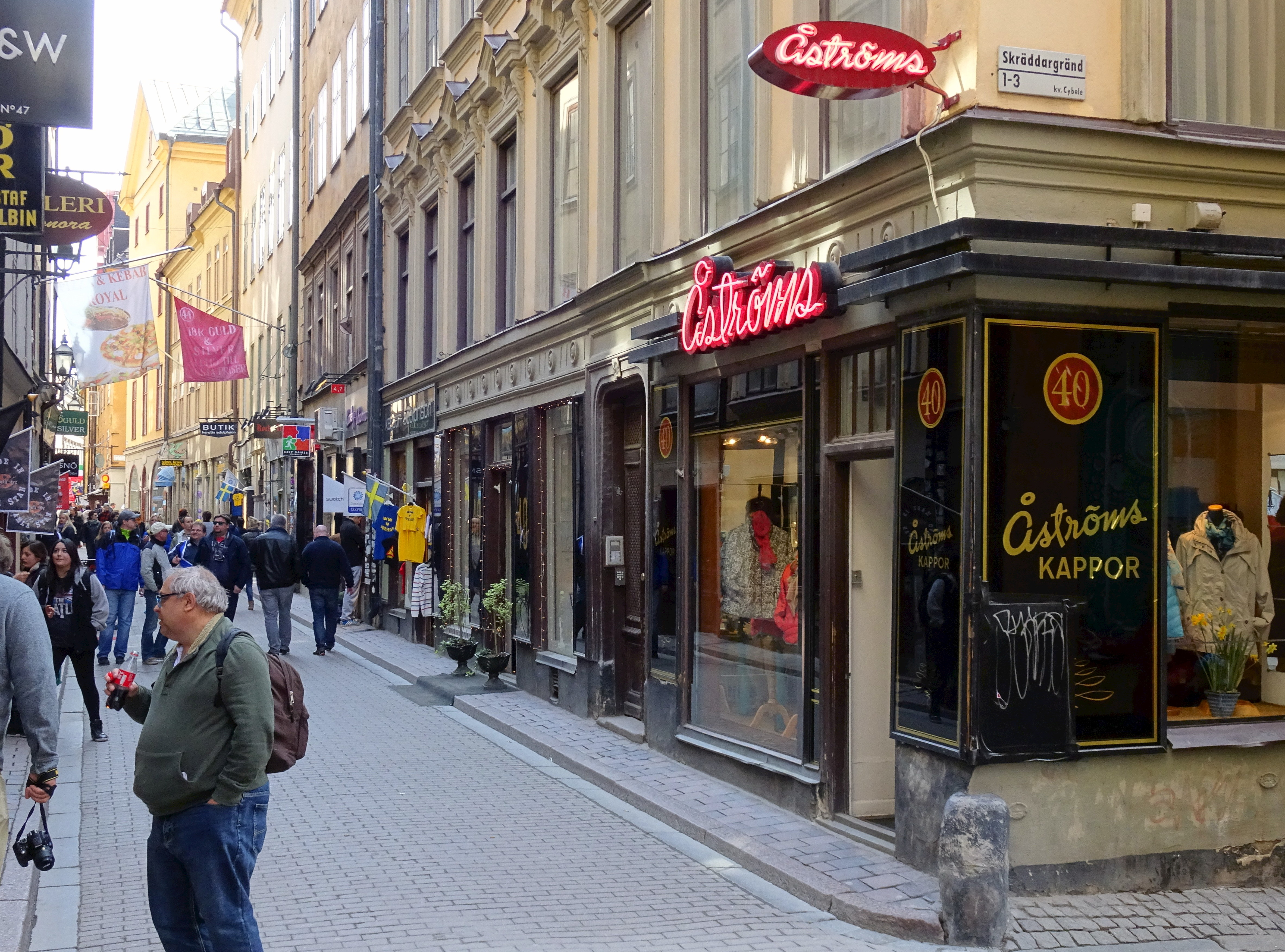
Västerlånggatan 40-50
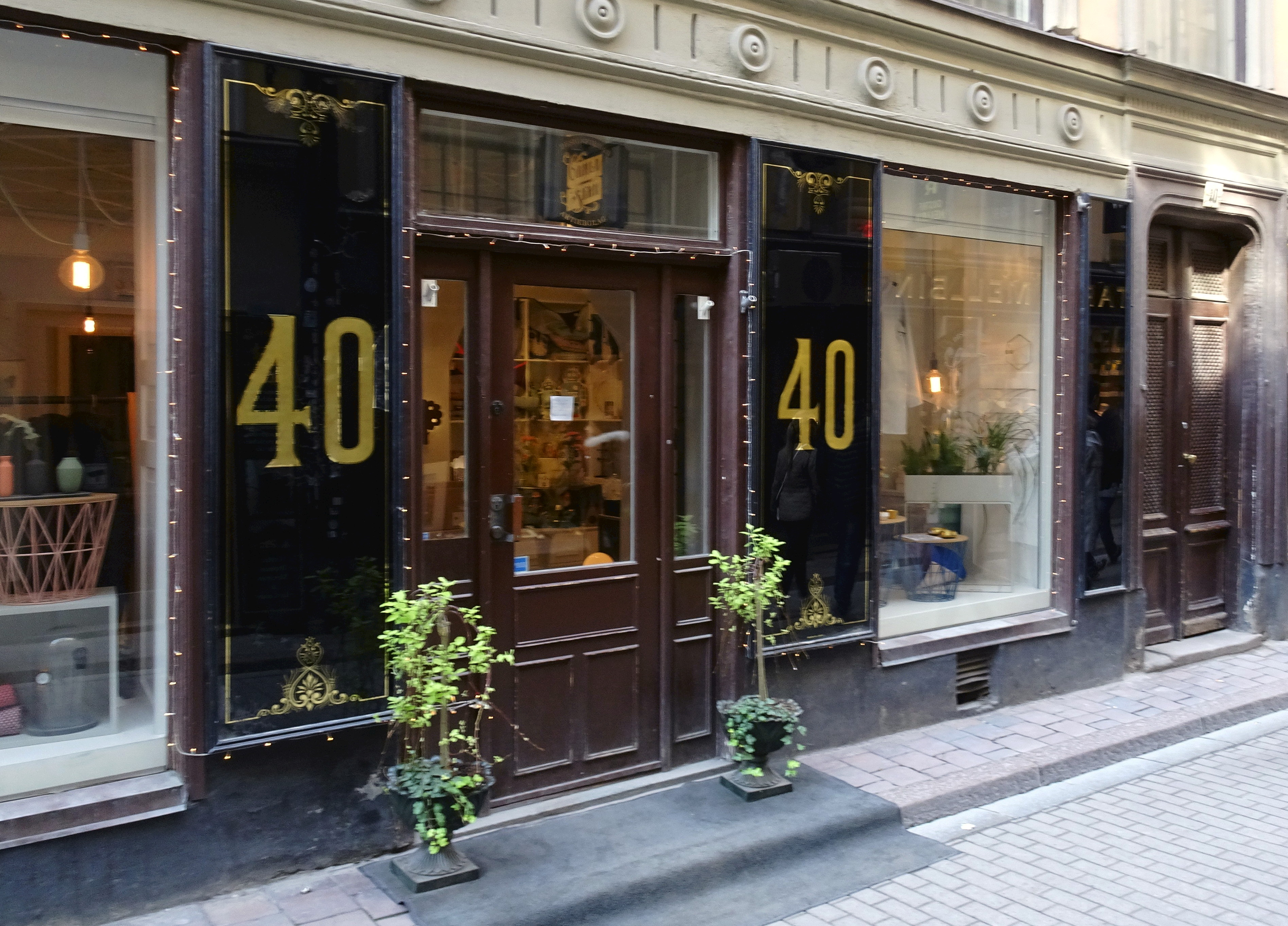
Västerlånggatan 40
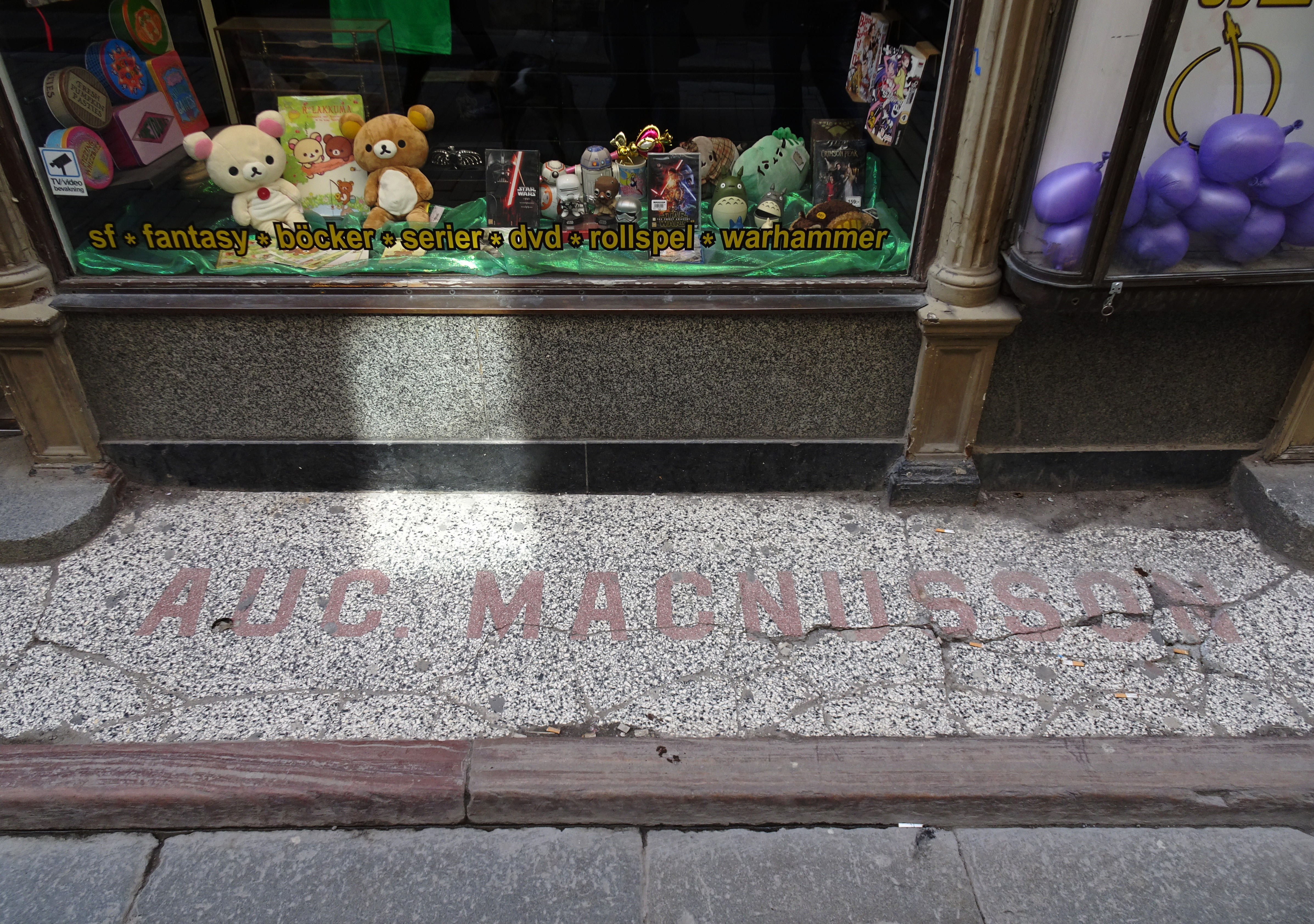
Text "Aug. Magnusson" i trotoaren, Västerlånggatan 48
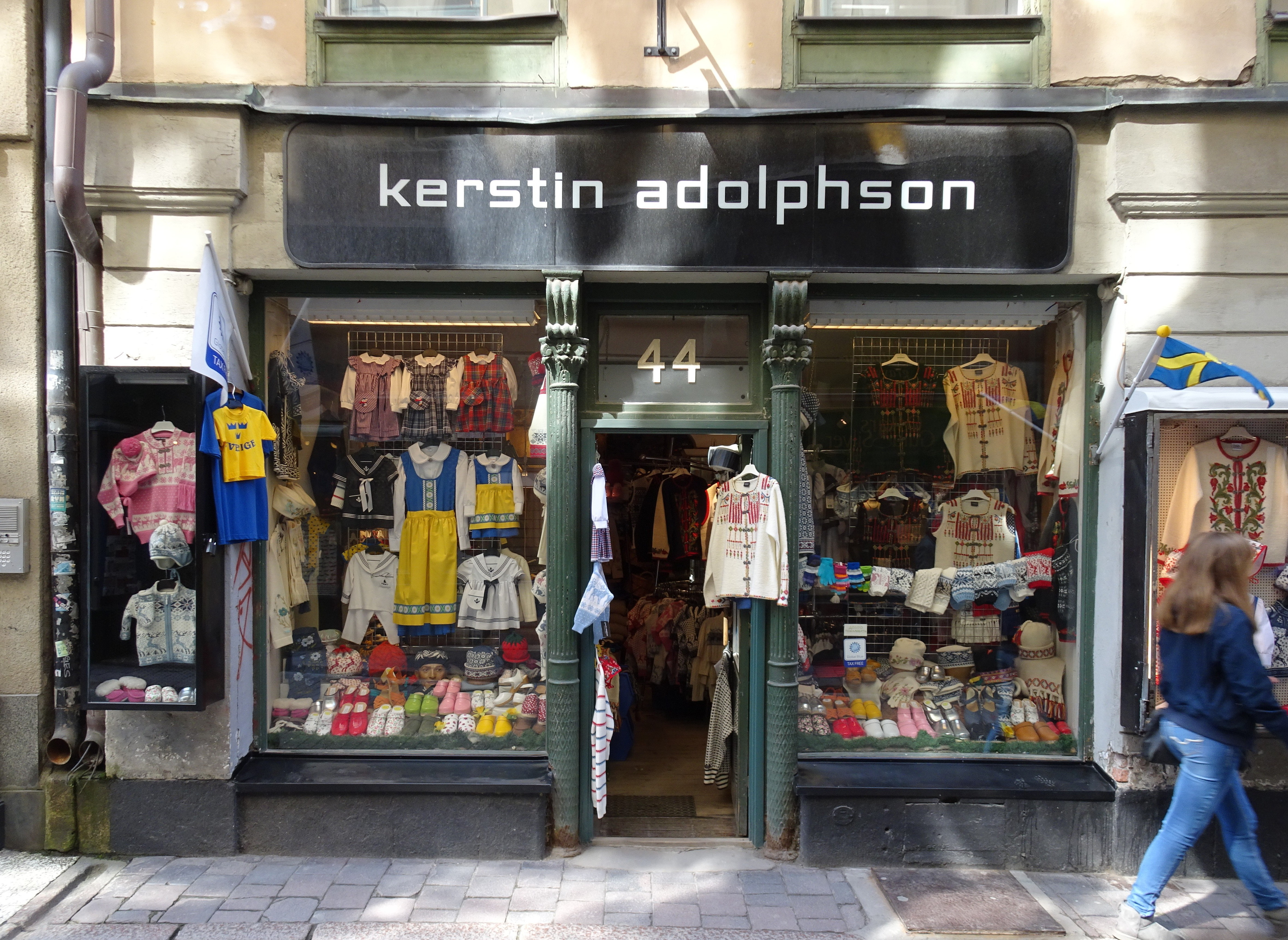
Västerlånggatan 44
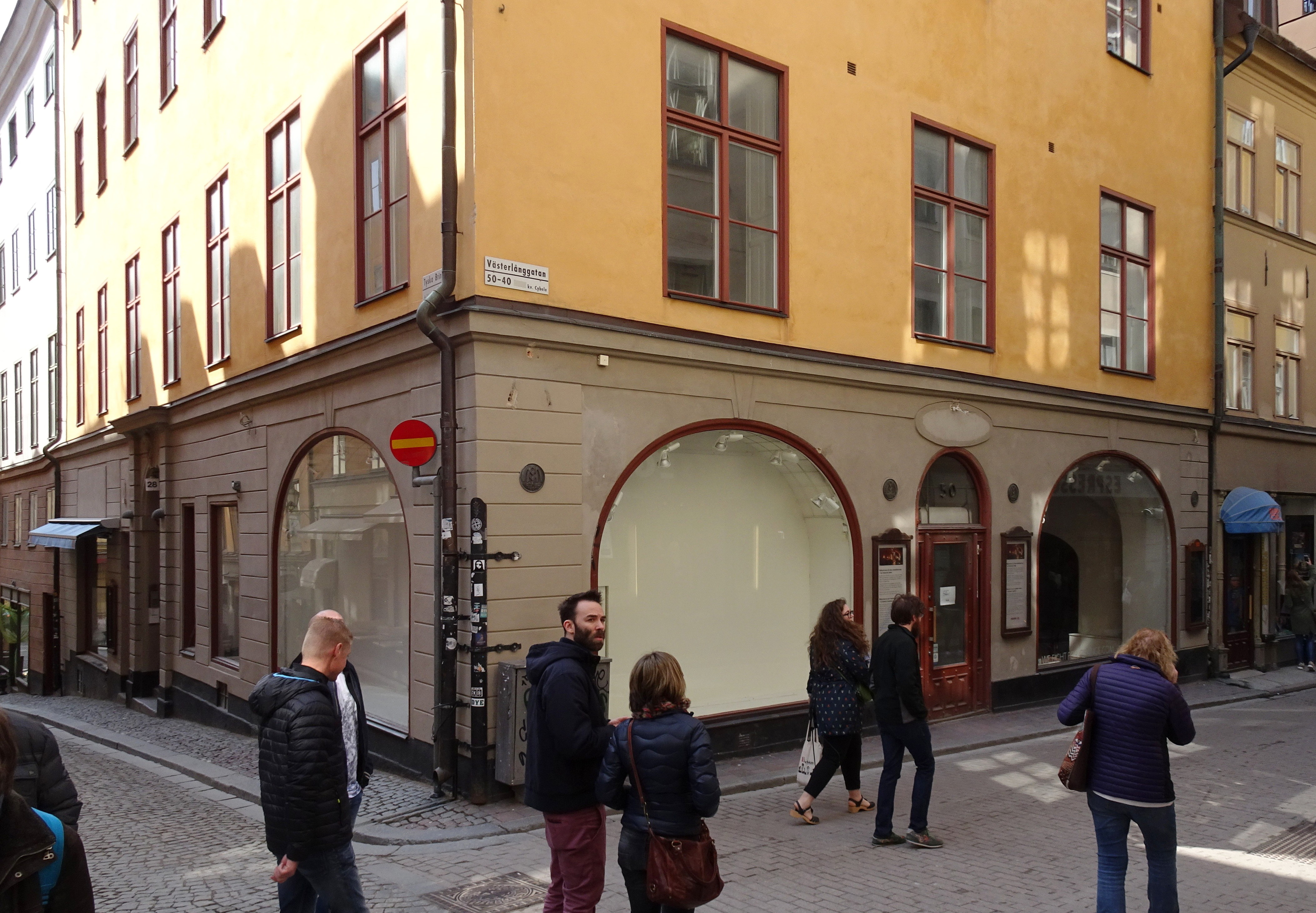
Västerlånggatan 50, 2016

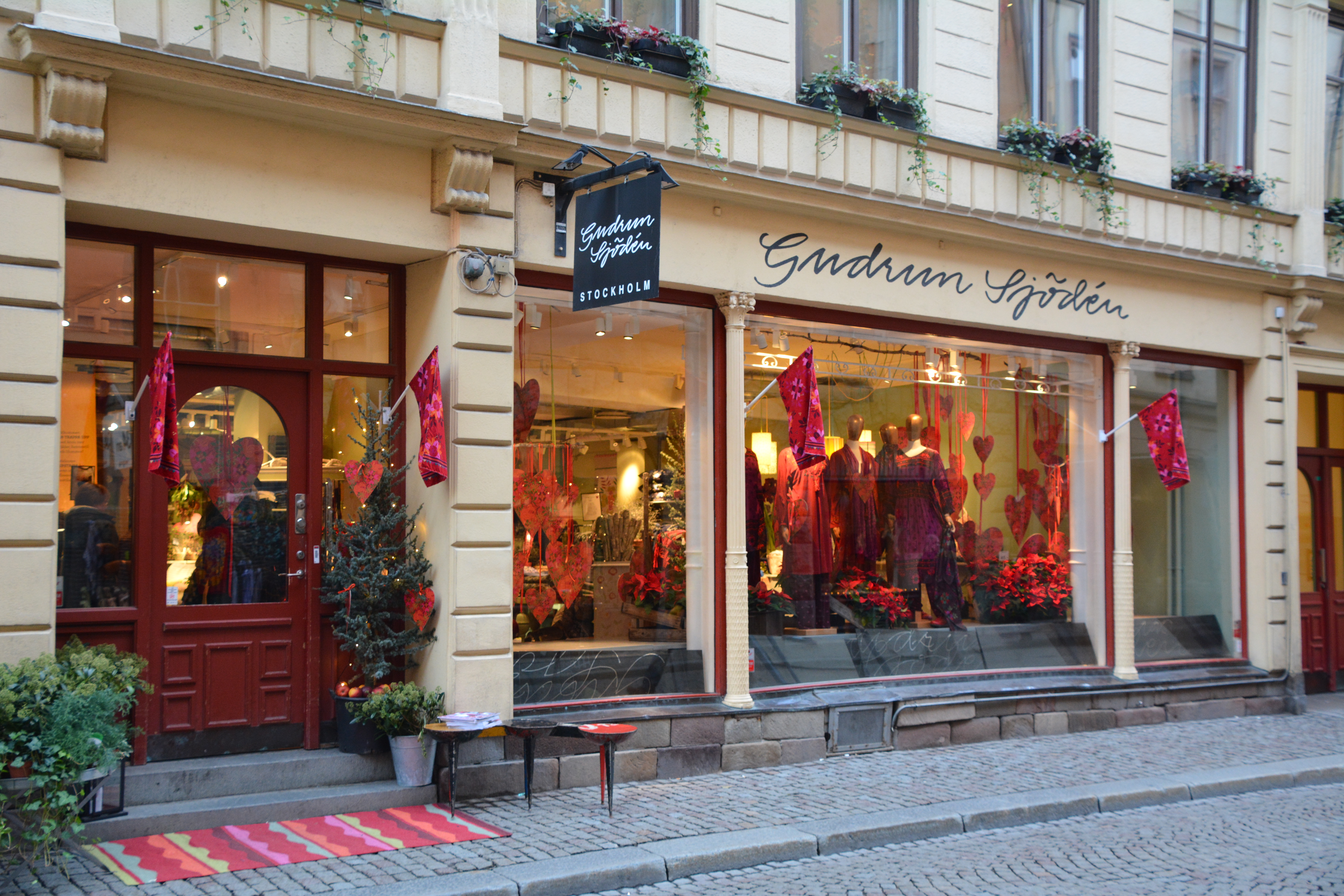
Stora Nygatan 33
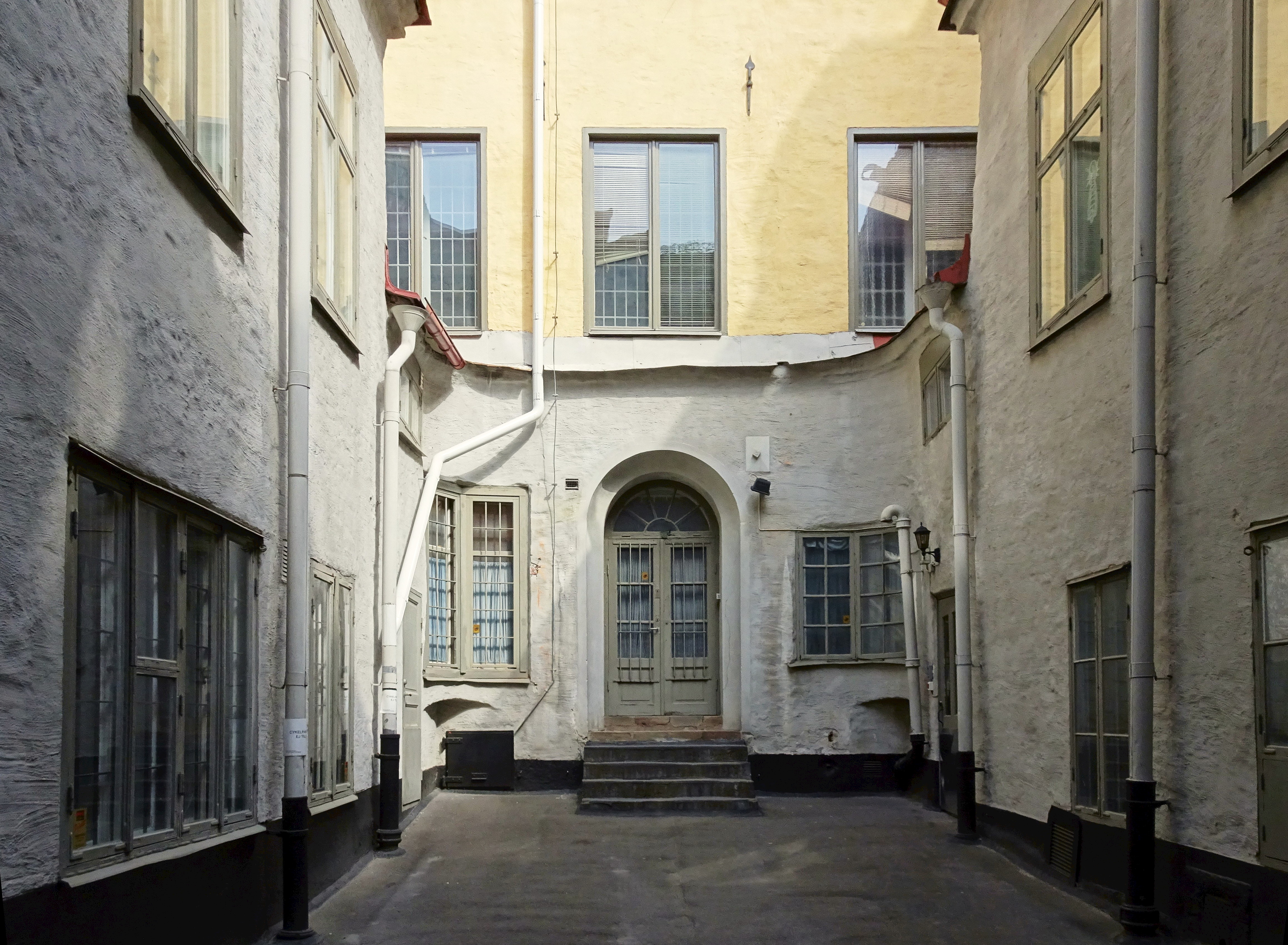
Stora Nygatan 31, innergården mot nordost, Elias von Langenbergs hus.
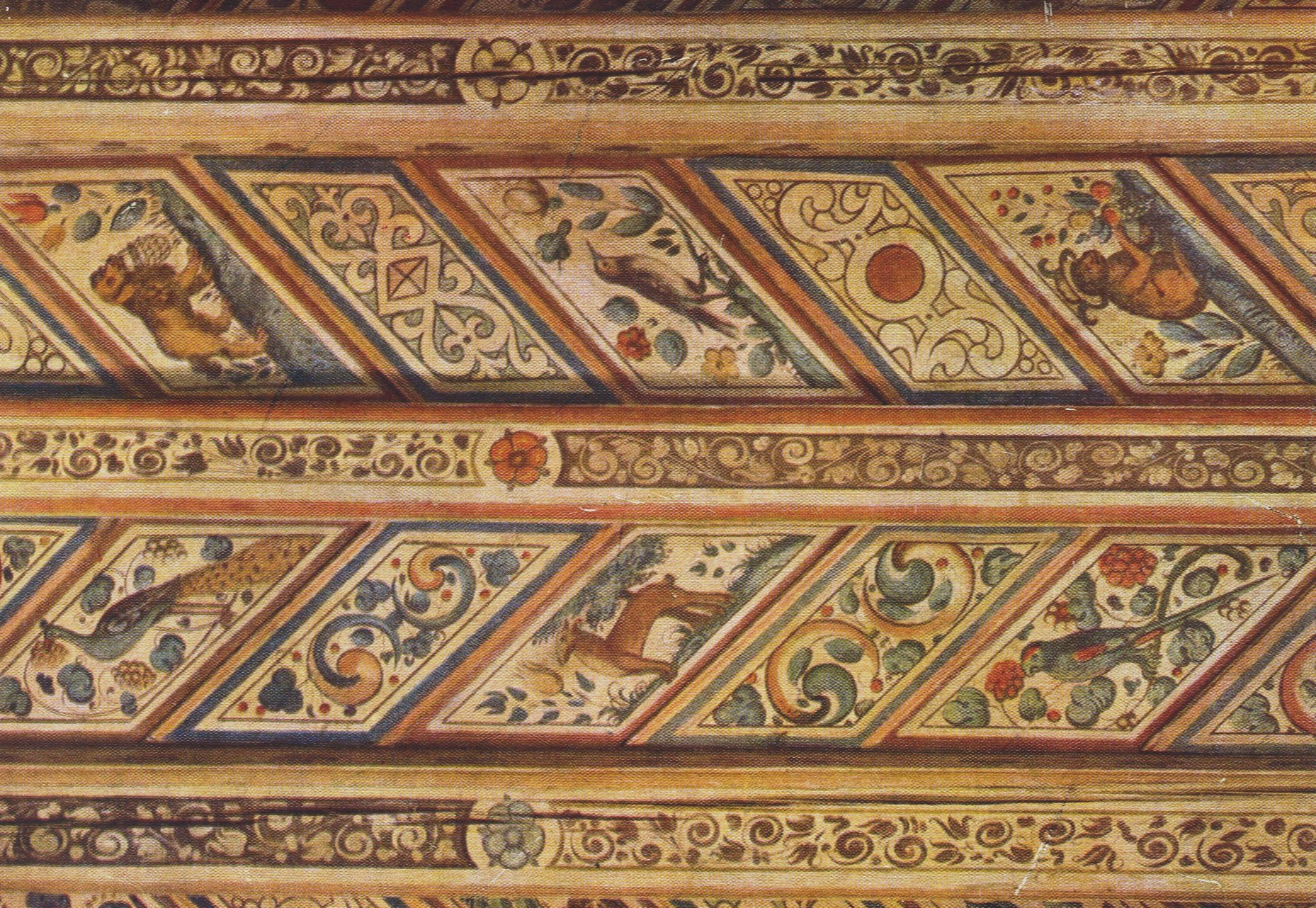
Tak i borgmästare Westermans festsal, Stora Nygatan 35
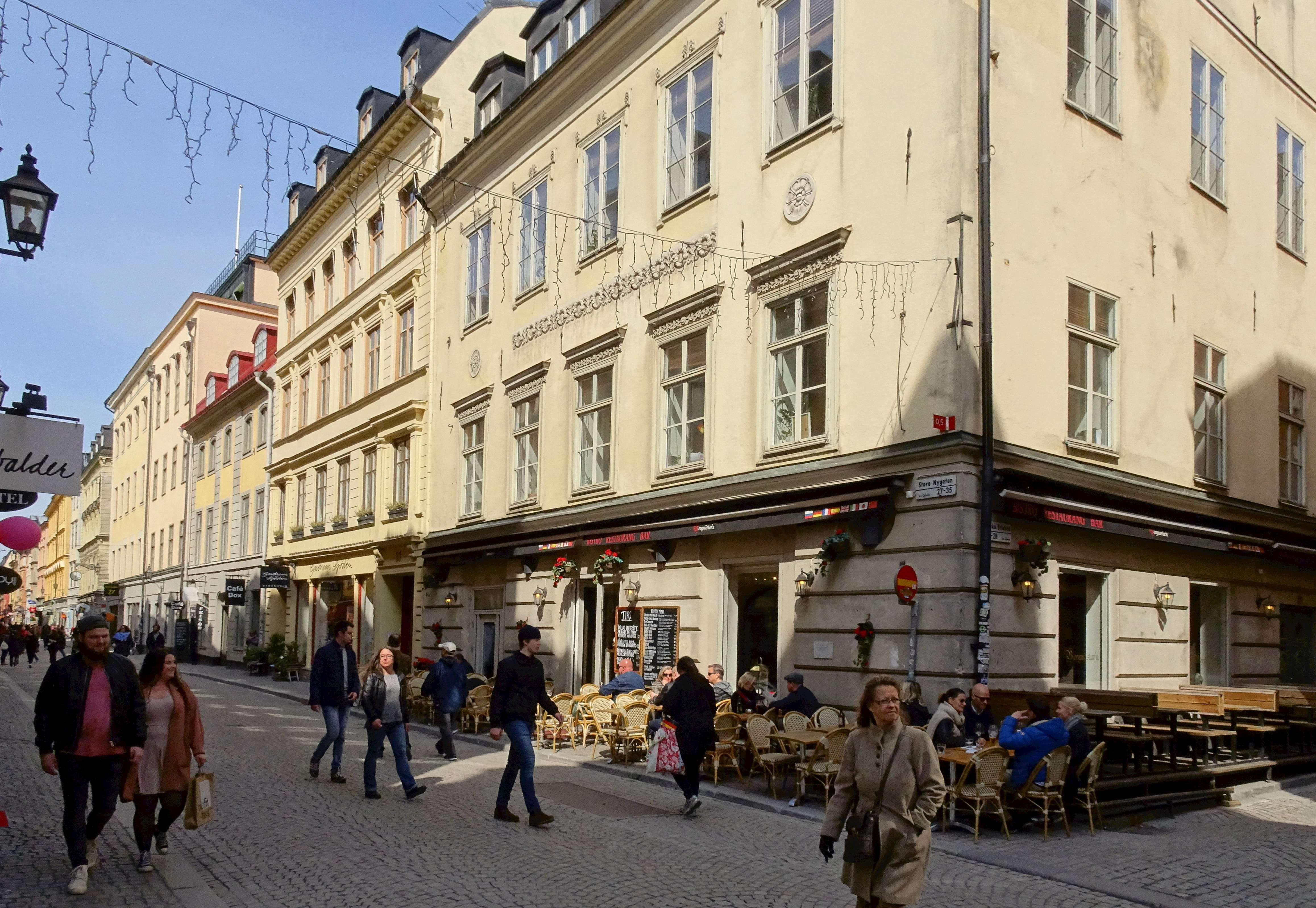
Stora Nygatan 35-27
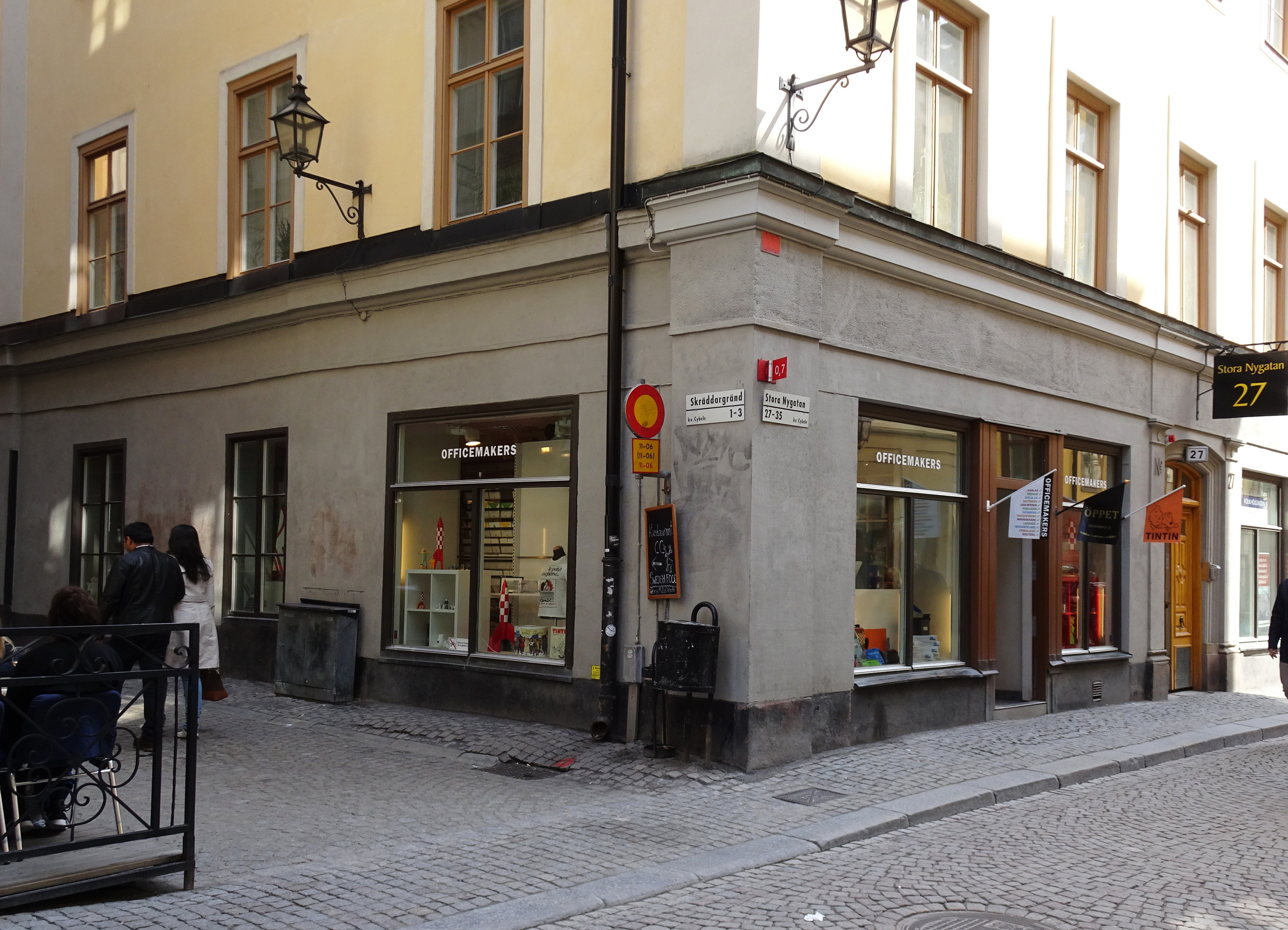
Stora Nygatan 27

### Modehuset Aug. Magnusson

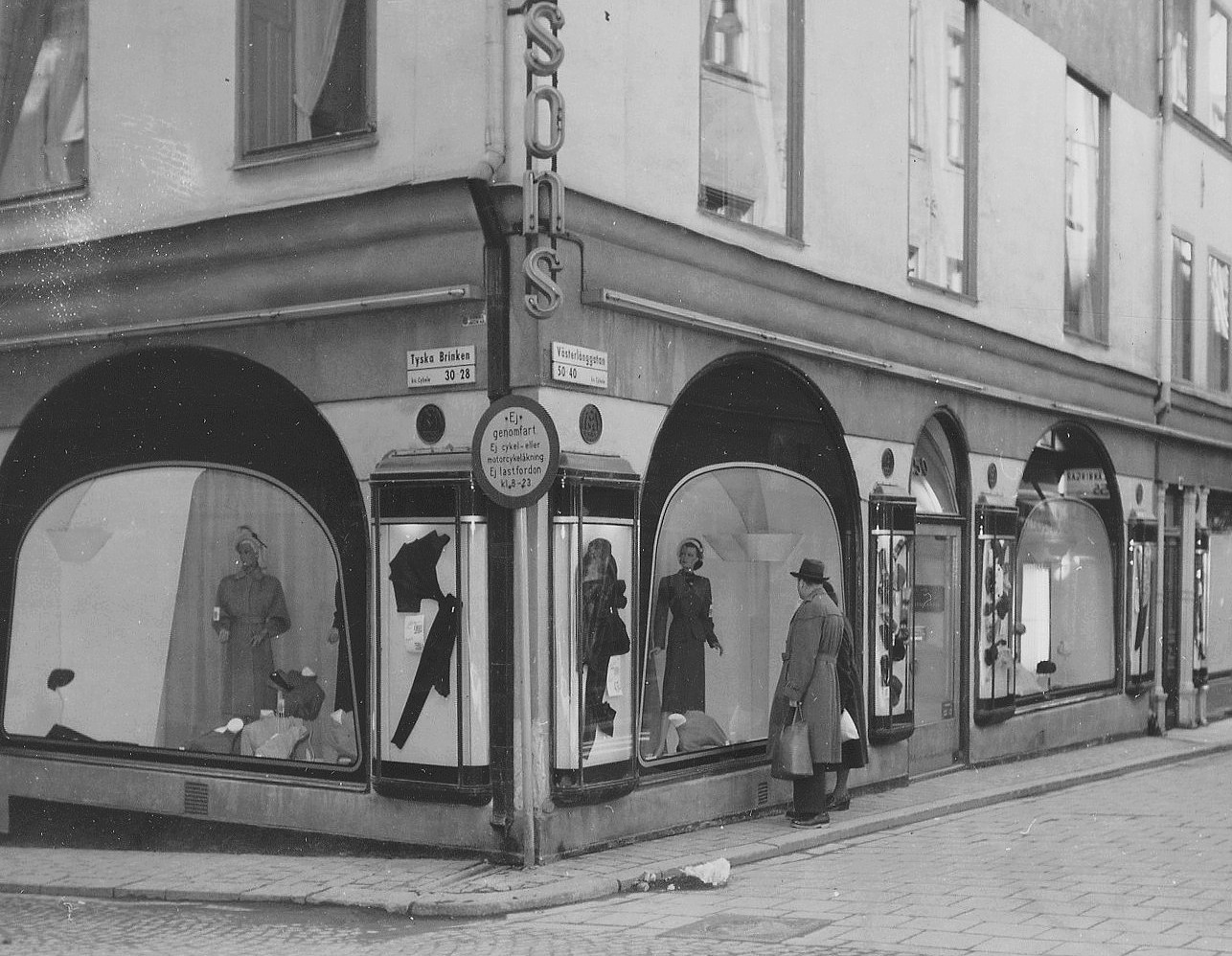
Aug. Magnusson 1953, hörnet Västerlånggatan 50 / Tyska brinken 28.

I fastigheterna Cybele 1, 4 och 13-12 (Västerlånggatan 46-50 och Stora Nygatan 33-35) låg under drygt 100 år modehuset Aug. Magnusson. Verksamheten grundades 1860 av handelsmannen August Magnusson och på 1890-talet blev han även ägare av flera fastigheter i kvarteret. 1895 hade han som förste manufakturhandlare en fullständig avdelning för damkonfektion. 1898 öppnade han en beställningsavdelning, som snart blev stadens främsta. Vid sekelskiftet 1900 sysselsattes 70 personer i huvudaffären och 8 i filialen ”Magasin du Nord” på Drottninggatan. 
Företaget Aug. Magnusson var tidvis även landets största sidenimportör. Omkring 1920 fanns cirka 150 biträden och sömmerskor. Efter August Magnussons död 1905 övertogs ledningen av sonen Karl August Magnusson. Efter dennes död 1930 behöll familjen företaget, men den verkställande ledningen överläts till en utomstående. På 1950-talet disponerades även skrädderiet Rydholms (Stora Nygagatan 33-35) av Aug. Magnusson AB. På 1960-talet, kort efter 100-årsjubileet lades Aug. Magnusson ner. 
Fortfarande idag finns Magnussons logotyp i form av några medaljonger mellan skyltfönstren på huset Västerlånggatan 50. Texten AUG. MAGNUSSON utformad som cementmosaik på den smala trottoaren utanför Västerlånggatan 48 påminner om att här funnits en av Stockholms mest anrika och välrenommerade modevaruhus. Magnussons lokaler övertogs av bland andra Indiska (Västerlånggatan 50) som flyttade in på 1970-talet. Indiska stängde sin affär i mars 2016 som ett led i rekonstruktionen av företaget.